# Robert Goring
Pour les articles homonymes, voir Butch.
Robert Thomas Goring, dit Butch Goring, (né le 22 octobre 1949 à Saint-Boniface dans la province de Manitoba au Canada) est un joueur professionnel canadien puis entraîneur de hockey sur glace. Il a joué dans la Ligue nationale de hockey pour les Kings de Los Angeles, les Islanders de New York et les Bruins de Boston.

## Carrière de joueur
Après avoir terminé sa carrière junior avec les Jets de Winnipeg, Goring est repêché par les Kings de Los Angeles au repêchage amateur de la LNH 1969 au 4e tour, 51e au total. Il joue un peu pour les Kings au cours des saisons 1969-1970 et 1970-1971, mais passe le plus clair de son temps avec les Kings de Springfield, le club-école des Kings. Une superbe saison 1970-1971, où il domine son club pour les buts, aides et points, lui permet, avec l'aide du futur membre du Temple de la renommée du hockey Billy Smith, de remporter la Coupe Calder.
La saison suivante, Goring est promu une bonne fois pour toutes et s'illustre dans l'uniforme mauve et jaune des Kings pendant neuf saisons, devenant très efficace aux mises au jeu, en défensive et sur les unités d'infériorité numérique, le tout en marquant 30 buts ou plus lors de 4 saisons - il était en outre reconnu pour sa vitesse explosive. Il remporte le trophée Bill-Masterton et le trophée Lady Byng en 1978. En 1980, il est échangé aux Islanders de New York en retour de Billy Harris et Dave Lewis et devient l'un des éléments-clé de la nouvelle dynastie des Islanders, qui remportent la Coupe Stanley 4 ans de suite. Il se mérite le trophée Conn-Smythe en 1981, remis au joueur le plus utile à son équipe en séries - les finalistes de cette année-là, les North Stars du Minnesota, l'avaient surnommé « le Charlie Hustle du hockey », totalement exaspérés par son énergie inépuisable et son omniprésence sur la patinoire. Au cours des deux saisons suivantes, Goring, qui était alors le plus vieux joueur du club, connait des saisons difficiles, mais ressuscite littéralement en séries, redevenant le fort contributeur des beaux jours.
Son dernier match dans la ligue fut en 1985. Les Islanders l'ayant libéré, il est réclamé au ballotage par les Bruins de Boston, où il joue environ une demi-saison avant de mettre fin à sa carrière de joueur, pour devenir entraîneur des Bruins. Il est congédié en 1987, tente de ranimer sa carrière de joueur avec le club-école des Bruins, rate son coup et se retire pour de bon.
Goring se retire avec 1 107 matches sous la ceinture, ayant marqué 375 buts et 513 passes pour 888 points, n'ayant purgé que 102 minutes de punition au cours de toute sa carrière - c'est le plus bas total parmi tous les joueurs ayant disputé 1000 matches et plus.

## Statistiques

### En club
| Saison     | Équipe                       | Ligue       |       | Saison régulière | Saison régulière | Saison régulière | Saison régulière | Saison régulière |    | Séries éliminatoires | Séries éliminatoires | Séries éliminatoires | Séries éliminatoires | Séries éliminatoires |
| Saison     | Équipe                       | Ligue       | PJ    | B                | A                | Pts              | Pun              | PJ               | B  | A                    | Pts                  | Pun                  |                      |                      |
| 1965-1966  | Rangers de Winnipeg          | MJHL        | 3     | 0                | 0                | 0                | 0                | 3                | 0  | 1                    | 1                    | 0                    |                      |                      |
| 1966-1967  | Rangers de Winnipeg          | MJHL        | 51    | 35               | 31               | 66               | 2                | 8                | 2  | 6                    | 8                    | 0                    |                      |                      |
| 1967-1968  | Jets de Winnipeg             | WCJHL       | -     | -                | -                | -                | -                | 1                | 2  | 1                    | 3                    | 0                    |                      |                      |
| 1968-1969  | Jets de Winnipeg             | WCJHL       | 39    | 42               | 33               | 75               | 0                | -                | -  | -                    | -                    | -                    |                      |                      |
| 1969       | Kings de Dauphin             | C. Memorial | -     | -                | -                | -                | -                | 12               | 8  | 8                    | 16                   | 5                    |                      |                      |
| 1969       | Pats de Regina               | C. Memorial | -     | -                | -                | -                | -                | 2                | 2  | 3                    | 5                    | 0                    |                      |                      |
| 1969-1970  | Kings de Springfield         | LAH         | 19    | 13               | 7                | 20               | 0                | -                | -  | -                    | -                    | -                    |                      |                      |
| 1969-1970  | Kings de Los Angeles         | LNH         | 59    | 13               | 23               | 36               | 8                | -                | -  | -                    | -                    | -                    |                      |                      |
| 1970-1971  | Kings de Springfield         | LAH         | 40    | 23               | 32               | 55               | 4                | 12               | 11 | 14                   | 25                   | 0                    |                      |                      |
| 1970-1971  | Kings de Los Angeles         | LNH         | 19    | 2                | 5                | 7                | 2                | -                | -  | -                    | -                    | -                    |                      |                      |
| 1971-1972  | Kings de Los Angeles         | LNH         | 74    | 21               | 29               | 50               | 2                | -                | -  | -                    | -                    | -                    |                      |                      |
| 1972-1973  | Kings de Los Angeles         | LNH         | 67    | 28               | 31               | 59               | 2                | -                | -  | -                    | -                    | -                    |                      |                      |
| 1973-1974  | Kings de Los Angeles         | LNH         | 70    | 28               | 33               | 61               | 2                | 5                | 0  | 1                    | 1                    | 0                    |                      |                      |
| 1974-1975  | Kings de Los Angeles         | LNH         | 80    | 27               | 33               | 60               | 6                | 3                | 0  | 0                    | 0                    | 0                    |                      |                      |
| 1975-1976  | Kings de Los Angeles         | LNH         | 80    | 33               | 40               | 73               | 8                | 9                | 2  | 3                    | 5                    | 4                    |                      |                      |
| 1976-1977  | Kings de Los Angeles         | LNH         | 78    | 30               | 55               | 85               | 6                | 9                | 7  | 5                    | 12                   | 0                    |                      |                      |
| 1977-1978  | Kings de Los Angeles         | LNH         | 80    | 37               | 36               | 73               | 2                | 2                | 0  | 0                    | 2                    | 2                    |                      |                      |
| 1978-1979  | Kings de Los Angeles         | LNH         | 80    | 36               | 51               | 87               | 2                | 2                | 0  | 0                    | 0                    | 0                    |                      |                      |
| 1979-1980  | Kings de Los Angeles         | LNH         | 69    | 20               | 48               | 68               | 12               | -                | -  | -                    | -                    | -                    |                      |                      |
| 1979-1980  | Islanders de New York        | LNH         | 12    | 6                | 5                | 11               | 2                | 21               | 7  | 12                   | 19                   | 2                    |                      |                      |
| 1980-1981  | Islanders de New York        | LNH         | 78    | 23               | 37               | 60               | 0                | 18               | 10 | 10                   | 20                   | 6                    |                      |                      |
| 1981-1982  | Islanders de New York        | LNH         | 67    | 15               | 17               | 32               | 10               | 19               | 6  | 5                    | 11                   | 12                   |                      |                      |
| 1982-1983  | Islanders de New York        | LNH         | 75    | 19               | 20               | 39               | 8                | 20               | 4  | 8                    | 12                   | 4                    |                      |                      |
| 1983-1984  | Islanders de New York        | LNH         | 71    | 22               | 24               | 46               | 8                | 21               | 1  | 5                    | 6                    | 2                    |                      |                      |
| 1984-1985  | Islanders de New York        | LNH         | 29    | 2                | 5                | 7                | 2                | -                | -  | -                    | -                    | -                    |                      |                      |
| 1984-1985  | Bruins de Boston             | LNH         | 39    | 13               | 21               | 34               | 6                | 5                | 1  | 1                    | 2                    | 0                    |                      |                      |
| 1986-1987  | Oilers de la Nouvelle-Écosse | LAH         | 10    | 3                | 5                | 8                | 2                | -                | -  | -                    | -                    | -                    |                      |                      |
| Totaux LNH | Totaux LNH                   | Totaux LNH  | 1 107 | 375              | 513              | 888              | 102              | 134              | 38 | 50                   | 88                   | 32                   |                      |                      |

### En équipe nationale
Il a représenté le Canada au niveau international.
| Année | Compétition  |   | PJ | B | A | Pts | Pun       |  | Résultat |
| 1981  | Coupe Canada | 7 | 3  | 2 | 5 | 4   | Finaliste |  |          |